# SSSE3
Supplemental Streaming SIMD Extension 3 (SSSE3) - zestaw instrukcji SSE czwartej generacji, rozszerzenie SSE3. SSSE3 jest błędnie nazywane jako SSE4, Tejas New Instructions (TNI) lub Merom New Instructions (MNI).

## Procesory obsługujące SSSE3
- Intel:
  - Xeon 5100 Series
  - Xeon 5300 Series
  - Xeon 3000 Series
  - Core 2 Duo
  - Core 2 Extreme
  - Core 2 Quad
  - Core i7
  - Core i5
  - Core i3
  - Pentium Dual Core (NIE "Pentium D")
  - Celeron 4xx Sequence Conroe-L
  - Celeron Dual Core E1200
  - Celeron M 500 series
  - Atom
- VIA:
  - Nano

## Typy danych
Rozkazy SSSE3 nie wprowadzają nowych typów danych.  Wszystkie wykonują działania całkowitoliczbowe, operując na typach wektorowych 64-bitowych (rejestry MMX), albo 128-bitowych (rejestry XMM).

## Nowe instrukcje
SSSE3 wprowadza 16 nowych instrukcji w stosunku do swojego poprzednika SSE3. Wszystkie instrukcje  działają na wektorach liczb całkowitych:
- PSIGNW, PSIGND, PSIGNB
- PABSW, PABSD, PABSB
- PHSUBW, PHSUBD
- PHSUBSW
- PHADDW, PHADDD
- PHADDSW
- PMULHRSW
- PMADDUBSW
- PSHUFB
- PALIGNR